# Stasina manicata
Stasina manicata är en spindelart som beskrevs av Simon 1897. Stasina manicata ingår i släktet Stasina och familjen jättekrabbspindlar.
Artens utbredningsområde är Gabon. Inga underarter finns listade i Catalogue of Life.